# Orobas
Orobas, prema demonologiji, pedeset i peti duh Goecije s titulom princa u paklu, koji zapovijeda nad dvadeset legija. Ima lik konja, ali ako mu se naredi, može uzeti ljudsko obličje. Poznaje događaje iz prošlosti, sadašnjosti i budućnosti, ali i božanske stvari i stvari oko stvaranja o čemu rado govori. Daje ljudima dostojanstvo, miri prijatelje i neprijatelje. Može otkriti laži i lažne namjere. Vjeran je svom prizivaču.
Spominje se i u knjizi Johanna Wiera (1515. – 1588.) Pseudomonarchia Daemonum (1583.) te u djelu Dictionnaire Infernal (1863.) Collina de Plancyja (1793. – 1881.).